# Andrzej Miniewicz
Andrzej Miniewicz (ur. 1953) – polski inżynier podstawowych problemów techniki w zakresie fizyki. Absolwent Politechniki Wrocławskiej. Od 1998 profesor na Wydziale Chemicznym Politechniki Wrocławskiej.